# Покровка (Соль-Ілецький міський округ)
Покро́вка (рос. Покровка) — село у складі Соль-Ілецького міського округу Оренбурзької області, Росія.

## Населення
Населення — 738 осіб (2010; 927 у 2002).
Національний склад (станом на 2002 рік):
- росіяни — 31 %
- татари — 30 %
- казахи — 27 %